# Mordellistena australasiae
Mordellistena australasiae là một loài bọ cánh cứng trong họ Mordellidae. Loài này được Csiki miêu tả khoa học năm 1915.